# 遠藤胤昌
遠藤 胤昌（えんどう たねまさ）は、江戸時代後期の近江国三上藩の世嗣。官位は式部少輔。

## 略歴
美濃国高須藩9代藩主・松平義和の事実上四男として誕生。幼名は邦之丞。なお、享和3年（1803年）生まれ（都合により文化3年（1806年）生まれと公年を詐称している）の松平容敬は公式上は会津松平家で生まれ、高須松平家にいなかったことになっているので、公式上は三男ということになっている。
天保3年（1832年）5月2日、5代藩主・遠藤胤統の養子となる。正室は遠藤胤統の娘。養子に胤城（胤統の三男）。
胤統に先立って安政3年（1856年）6月27日に死去した。享年53。戒名は直諒院素温。